# 周永康 (香港)

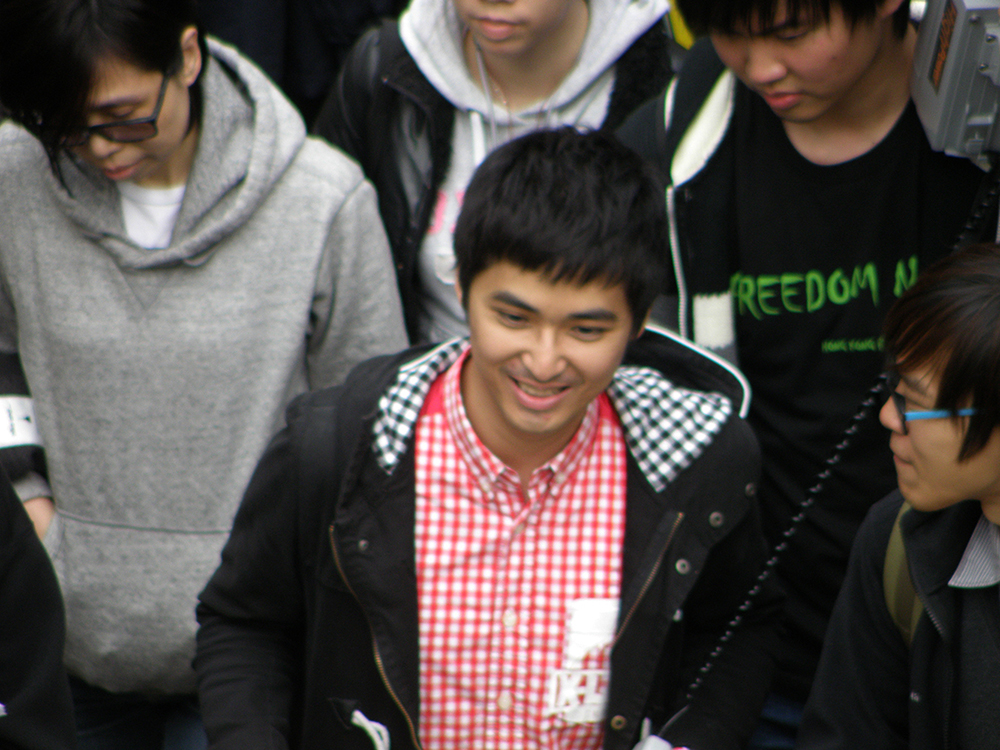
2015年2月，周永康出席民陣主辦的「不要假民主 我要真普選」遊行

周永康（1990年8月18日—）綽號「佛康」。其為香港專上學生聯會前秘書長，香港大學比較文學及社會學雙主修畢業生、倫敦政治經濟學院城市設計及社會科學碩士、加利福尼亞大學柏克萊分校地理學博士生，目前流亡美國，並同時擔任香港民主委員會理事。

## 生平
周永康早年就讀於基督教香港信義會心誠中學。2016年9月，周永康赴英國倫敦政治經濟學院升讀城市設計及社會科學碩士。2014年7月开始带领香港学联参与“占领中环”预演活动。
在8月第十二届全国人民代表大会常务委员会出台的香港政改方案中，否决了2017年特首选举中“公民提名”的可能。于是，周永康等于9月开始發起罷課活動，成为“雨傘革命”、“争取真普选”运动的領袖之一。
2017年8月17日，周永康經過律政司覆核，在重奪公民廣場案中被法庭由社會服務令改判處7個月監禁。2018年2月，終審法院撤回監禁刑罰。
2018年底，周永康與羅冠聰、黃之鋒獲政治顧問國際協會頒發民主獎章，以表彰三人帶領佔領中環和雨傘運動，堅持以和平方式實現普選。
協會主席 Mehmet Ural 形容雨傘運動是自北京天安門事件以來「中國最大規模的政治示威活動」。

## 港大學生會
周永康於2012年度擔任香港大學學生會的學苑副總編輯，於次年出任香港大學學生會外務副會長，亦參與港大青年文學獎協會事務。。

## 2014年香港學界大罷課
2014年9月22日由香港專上學生聯會為主，於香港中文大學百萬大道發起全港學界大罷課，由學聯秘書長周永康宣讀罷課宣言，並向政府表達四點要求。並希望貫徹「罷課不罷學」之宗旨，安排學者專家向與會者公民講學。
2014年9月26日晚間，罷課運動至添美道舉行集會，在晚上10時半左右，由學民思潮召集人黃之鋒呼籲現場民眾進入政府總部東翼廣場，然而黃之鋒在進入廣場後隨即被警察抬走拘捕。固守在廣場的人士至27日下午1時半被警察抬走及拘捕，包括周永康，及羈留在香港警察學院。警方於29日凌晨將其釋放。

## 公民廣場案
2016年7月21日，周永康因參與重奪「公民廣場」行動，被判非法集會罪成立。8月15日，周永康被判監禁3星期，緩刑1年。其後在2017年8月17日，律政司向高等法院上訴法庭申請覆核刑期成功，周永康改判即時監禁7個月。最終在2018年2月6日，終審法院裁定三人上訴得直，維持原審緩刑判決。

## 爭議
2014年10月雨傘革命期間，周永康作為學聯秘書長與學生的代表，率領學生領袖代表與香港特別行政區政府談判及進行對話。雖然在對話後，政府曾作出承諾，但學聯在對話後的決策失誤，決定繼續留守金鐘及衝擊政府等行動，被認為是導致2015年多間大學退出學聯的因素之一。